# Czołowo (gmina)
Czołowo (od 1973 Koło) – dawna gmina wiejska istniejąca do 1954 roku w woj. łódzkim i poznańskim. Nazwa gminy pochodzi od wsi Czołowo, lecz siedzibą władz gminy było Koło, które stanowiło odrębną gminę miejską.
W okresie międzywojennym gmina Czołowo należała do powiatu kolskiego w woj. łódzkim.  1 stycznia 1925 od gminy Czołowo odłączono wsie Blizna i Nagórna, które włączono do Koła. 1 kwietnia 1938 roku gminę wraz z całym powiatem kolskim przeniesiono do woj. poznańskiego.
Po wojnie gmina zachowała przynależność administracyjną. Według stanu z dnia 1 lipca 1952 roku gmina składała się z 22 gromad: Aleksandrówka, Borki, Bylice, Bylice kol., Czołowo, Dąbrowa, Dębno Królewskie, Dębno Poproboszczowskie, Dzierawy, Kaczyniec, Kamień, Kiejsze, Leśnica, Lipie Góry, Maliniec, Osiek Wielki, Osowie, Podlesie, Powiercie, Powiercie kol., Rosocha i Ruchenna.
Jednostka została zniesiona 29 września 1954 roku wraz z reformą wprowadzającą gromady w miejsce gmin. Po reaktywowaniu gmin z dniem 1 stycznia 1973 roku gminy Czołowo nie przywrócono, utworzono natomiast jej terytorialny odpowiednik, gminę Koło w tymże powiecie i województwie.